# Argos (kæmpe)
 For alternative betydninger, se Argos (flertydig). (Se også artikler, som begynder med Argos)
Argos eller Argus Panoptes var i græsk mytologi et uhyre, som havde hundrede øjne. Det blev dræbt af Hermes, mens det bevogtede Io for Hera.
- Wikimedia Commons har flere filer relateret til Argos (kæmpe)